# 지카모토 고지
지카모토 고지(일본어: 近本 光司, 1994년 11월 9일 ~ )는 일본의 프로 야구 선수이며, 현재 센트럴 리그인 한신 타이거스의 소속 선수(외야수)이다. 효고현 쓰나군 히가시우라정(현: 아와지시) 출신이다.
센트럴 리그 신인 최다 안타 기록 보유자이며(159안타, 2019년) 일본 프로 야구 역대 두 번째에 해당되는 신인으로부터 2년 연속 도루왕 획득자이다.

## 상세 정보

### 출신 학교
- 효고 현립 야시로 고등학교
- 간세이 가쿠인 대학

### 선수 경력
- 오사카 가스
- 한신 타이거스(2019년 ~ )

### 수상·타이틀 경력

#### 타이틀
- 도루왕 : 4회(2019년, 2020년, 2022년, 2023년)
- 최다 안타 : 1회(2021년)

#### 수상
- 베스트 나인 : 3회(2021년 ~ 2023년) ※외야수 부문
- 골든 글러브상 : 3회(2021년 ~ 2023년) ※외야수 부문
- 센트럴 리그 연맹 특별 수상 : 1회(신인 특별상: 2019년)
- 일본 시리즈 MVP : 1회(2023년)
- 올스타전 MVP : 1회(2019년 2차전)
- 올스타전 감투 선수상 : 1회(2021년 1차전)
- 스피드업상 : 1회(2020년) ※타자 부문
- 야나세·한신 타이거스 MVP상 (2019년)
- 한신 타이거스 DID 어워드 : 1회(2022년 7월)

### 개인 기록

#### 첫 기록
- 첫 출장·첫 선발 출장 : 2019년 3월 29일, 대 도쿄 야쿠르트 스왈로스 1차전(교세라 돔 오사카), 2번·중견수로 선발 출장
- 첫 타석 : 상동, 1회말에 오가와 야스히로로부터 우익 뜬공
- 첫 안타·첫 타점 : 상동, 6회말에 오가와 야스히로로부터 우중간을 가르는 동점 적시 3루타
- 첫 도루 : 2019년 4월 2일, 대 요미우리 자이언츠 1차전(도쿄 돔), 1회초에 2루 안착(투수: 야마구치 슌, 포수: 고바야시 세이지)
- 첫 홈런 : 2019년 4월 11일, 대 요코하마 DeNA 베이스타스 3차전(한신 고시엔 구장), 7회말에 모리야 고키의 대타로 출장, 구니요시 유키로부터 우중간 솔로 홈런

#### 올스타전
- 출장 횟수 : 3회(2019년, 2021년, 2022년) ※2023년에도 선출됐으나 출전 포기[3]
- 팬 투표 선출 : 4회(2019년, 2021년 ~ 2023년)
- 한 경기 5안타 : 2019년 2차전(한신 고시엔 구장) ※로베르토 페타지니(2001년 2차전)와 나란히 타이 기록
- 사이클링 히트 : 2019년 2차전(한신 고시엔 구장) ※후루타 아쓰야(1992년 1차전)에 이어 역대 두 번째
- 7타석 연속 안타 : 2019년 2차전 첫 번째 타석부터 2021년 1차전 두 번째 타석까지 ※올스타전 기록
- 7타수 연속 안타 : 상동 ※올스타전 기록

#### 기타
- 신인 선수로서의 시즌 159안타 : 2019년 ※센트럴 리그 신인 최다 안타 기록
- 13경기 연속 안타 : 2019년 4월 18일 ~ 5월 2일 ※구단 신인 기록
- 30경기 연속 안타 : 2022년 5월 28일 ~ 7월 6일 ※구단 역대 최다 타이, 역대 공동 5위[4]

### 등번호
- 5(2019년 ~ )

### 연도별 타격 성적
| 연 도      | 소 속      | 경 기 | 타 석 | 타 수 | 득 점 | 안 타 | 2 루 타 | 3 루 타 | 홈 런 | 루 타 | 타 점 | 도 루 | 도 루 자 | 희 생 번 | 희 생 플 | 볼 넷 | 고 4 | 사 구 | 삼 진 | 병 살 타 | 타 율 | 출 루 율 | 장 타 율 | O P S |
| ---------- | ---------- | ----- | ----- | ----- | ----- | ----- | ------- | ------- | ----- | ----- | ----- | ----- | -------- | -------- | -------- | ----- | ---- | ----- | ----- | -------- | ----- | -------- | -------- | ----- |
| 2019년     | 한신       | 142   | 640   | 586   | 81    | 159   | 20      | 7       | 9     | 220   | 42    | 36    | 15       | 14       | 3        | 31    | 2    | 6     | 110   | 2        | .271  | .313     | .375     | .689  |
| 2020년     | 한신       | 120   | 519   | 474   | 81    | 139   | 21      | 5       | 9     | 197   | 45    | 31    | 8        | 7        | 1        | 30    | 2    | 7     | 61    | 4        | .293  | .344     | .416     | .759  |
| 2021년     | 한신       | 140   | 612   | 569   | 91    | 178   | 33      | 5       | 10    | 251   | 50    | 24    | 7        | 4        | 2        | 33    | 0    | 4     | 58    | 6        | .313  | .354     | .441     | .795  |
| 2022년     | 한신       | 132   | 580   | 525   | 71    | 154   | 16      | 3       | 3     | 185   | 34    | 30    | 5        | 6        | 1        | 41    | 0    | 7     | 63    | 7        | .293  | .352     | .352     | .704  |
| 2023년     | 한신       | 129   | 585   | 501   | 83    | 143   | 24      | 12      | 8     | 215   | 54    | 28    | 3        | 0        | 5        | 67    | 2    | 12    | 71    | 6        | .285  | .379     | .429     | .809  |
| 통산 : 5년 | 통산 : 5년 | 663   | 2936  | 2655  | 407   | 773   | 114     | 32      | 39    | 1068  | 225   | 149   | 38       | 31       | 12       | 202   | 6    | 36    | 363   | 25       | .291  | .348     | .402     | .750  |

- 2023년 시즌 종료 기준
- 굵은 글씨는 시즌 최고 성적.

### 연도별 타격 성적 소속 리그내에서의 순위
| 연 도 | 연 령 | 리 그       | 타 율 | 안 타 | 2 루 타 | 3 루 타 | 홈 런 | 타 점 | 도 루 | 출 루 율 | 장 타 율 | O P S |
| ----- | ----- | ----------- | ----- | ----- | ------- | ------- | ----- | ----- | ----- | -------- | -------- | ----- |
| 2019  | 24    | 센트럴 리그 | -     | 5위   | -       | 1위     | -     | -     | 1위   | -        | -        | -     |
| 2020  | 25    | 센트럴 리그 | 9위   | 3위   | −       | 2위     | -     | -     | 1위   | -        | -        | -     |
| 2021  | 26    | 센트럴 리그 | 4위   | 1위   | 4위     | 3위     | -     | -     | 2위   | -        | -        | -     |
| 2022  | 27    | 센트럴 리그 | 6위   | 6위   | -       | 7위     | -     | -     | 1위   | -        | -        | -     |
| 2023  | 28    | 센트럴 리그 | 8위   | 6위   | -       | 1위     | -     | -     | 1위   | 3위      | -        | 9위   |

- 연도에서 굵은 글씨는 규정 타석에 도달 연도
- ‘-’는 10위 미만(타율, OPS는 규정 타석에 도달하지 않은 경우에도 ‘-’로 표기)

### 연도별 수비 성적
| 연도 | 소속 | 외야  | 외야  | 외야  | 외야  | 외야  | 외야     |
| 연도 | 소속 | 경 기 | 척 살 | 보 살 | 실 책 | 병 살 | 수 비 율 |
| ---- | ---- | ----- | ----- | ----- | ----- | ----- | -------- |
| 2019 | 한신 | 141   | 230   | 10    | 4     | 1     | .984     |
| 2020 | 한신 | 119   | 229   | 5     | 3     | 1     | .987     |
| 2021 | 한신 | 140   | 264   | 4     | 1     | 1     | .996     |
| 2022 | 한신 | 132   | 299   | 5     | 3     | 3     | .990     |
| 2023 | 한신 | 127   | 283   | 3     | 0     | 0     | 1.000    |
| 통산 | 통산 | 659   | 1305  | 27    | 11    | 6     | .992     |

- 2023년 시즌 종료 기준
- 굵은 글씨는 시즌 최고 성적, 붉은색 글씨는 NPB 역대 최고 성적
- 연도에서 굵은 글씨는 골든 글러브상 수상 연도

### 주해
1. ↑  1956년 사사키 신야(180안타, 다카하시), 1948년 가사하라 가즈오(160안타, 난카이)에 이어 NPB 역대 3위이다.

### 출전
1. ↑  “阪神 - 契約更改 - プロ野球”. 닛칸 스포츠. 2022년 12월 7일. 2022년 12월 7일에 확인함.
2. ↑  近本光司が達成した連続盗塁王は過去25人…新人からでは果たして何人？ - 슈칸 베이스볼 온라인
3. ↑  “【阪神】右肋骨骨折の近本光司とファーム再調整中の湯浅京己の2人の球宴辞退をNPBが発表”. 《닛칸 스포츠》. 2023년 7월 10일. 2023년 7월 10일에 확인함.
4. ↑  “【連続試合安打　一覧表】阪神・近本の30試合連続は5位タイ　日本記録・高橋慶彦まであと3だった”. 《스포츠 닛폰》. 2022년 7월 7일. 2022년 7월 7일에 확인함.